# 愛知県道414号大草豊島線
愛知県道414号大草豊島線（あいちけんどう414ごう おおくさとしません）は、愛知県田原市を通る愛知県の一般県道である。

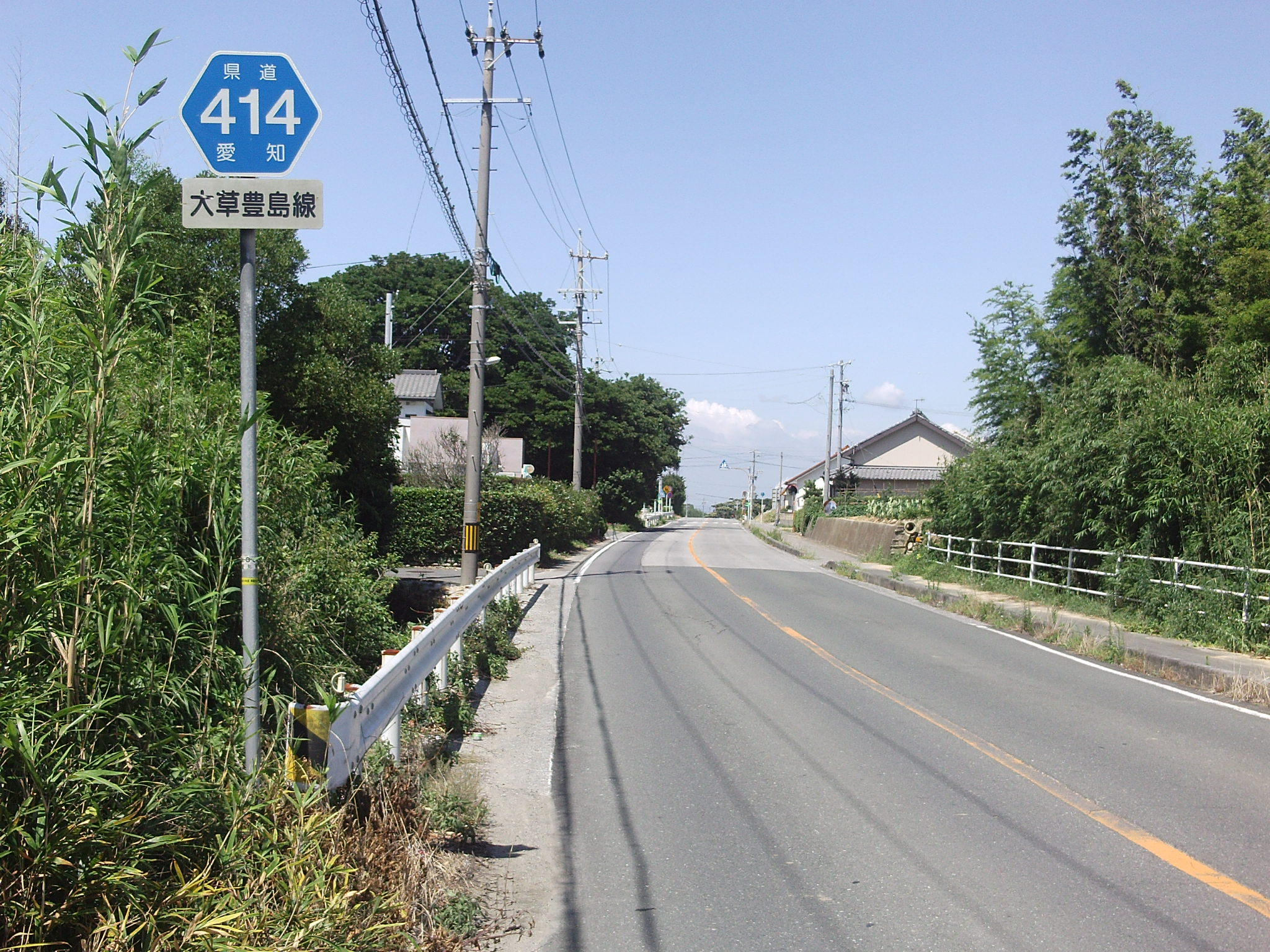
大草町の起点付近。

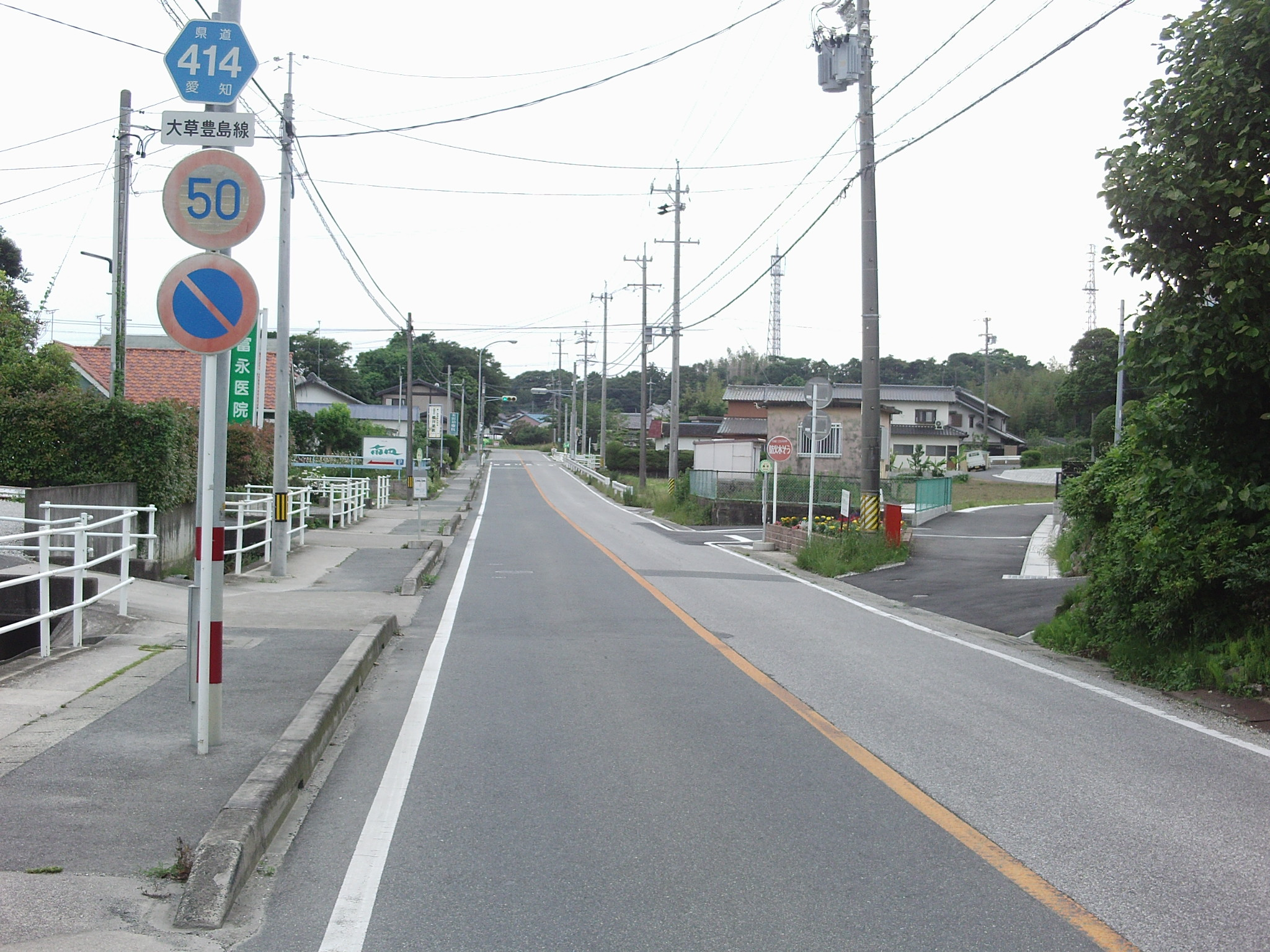
豊島町。

## 概要

### 路線データ
- 起点：愛知県田原市大草町（大草交差点：国道42号交点）
- 終点：愛知県田原市豊島町（豊島駅北交差点：愛知県道397号城下田原線交点）
- 総延長：約5.8km

## 沿革
- 1959年12月15日：認定

## 通過する自治体
- 愛知県
  - 田原市

## 主な接続道路
- 国道42号（表浜街道）（大草交差点）
- 愛知県道413号六連三河田原停車場線（市場交差点）
- 愛知県道397号城下田原線（豊島駅北交差点）
- 国道259号（田原街道）（県道397号経由）

## 沿線
- 潮海山
- 豊橋鉄道渥美線 豊島駅